# Махарен
Махарен (нід. Macharen) — село в нідерландській провінції Північний Брабант. Входить до муніципалітету Осс.
Його площа — 0,86 км², а населення станом на 2021 рік становило 655 осіб.
Перша згадка про населений пункт датується 1107 роком.

## Галерея

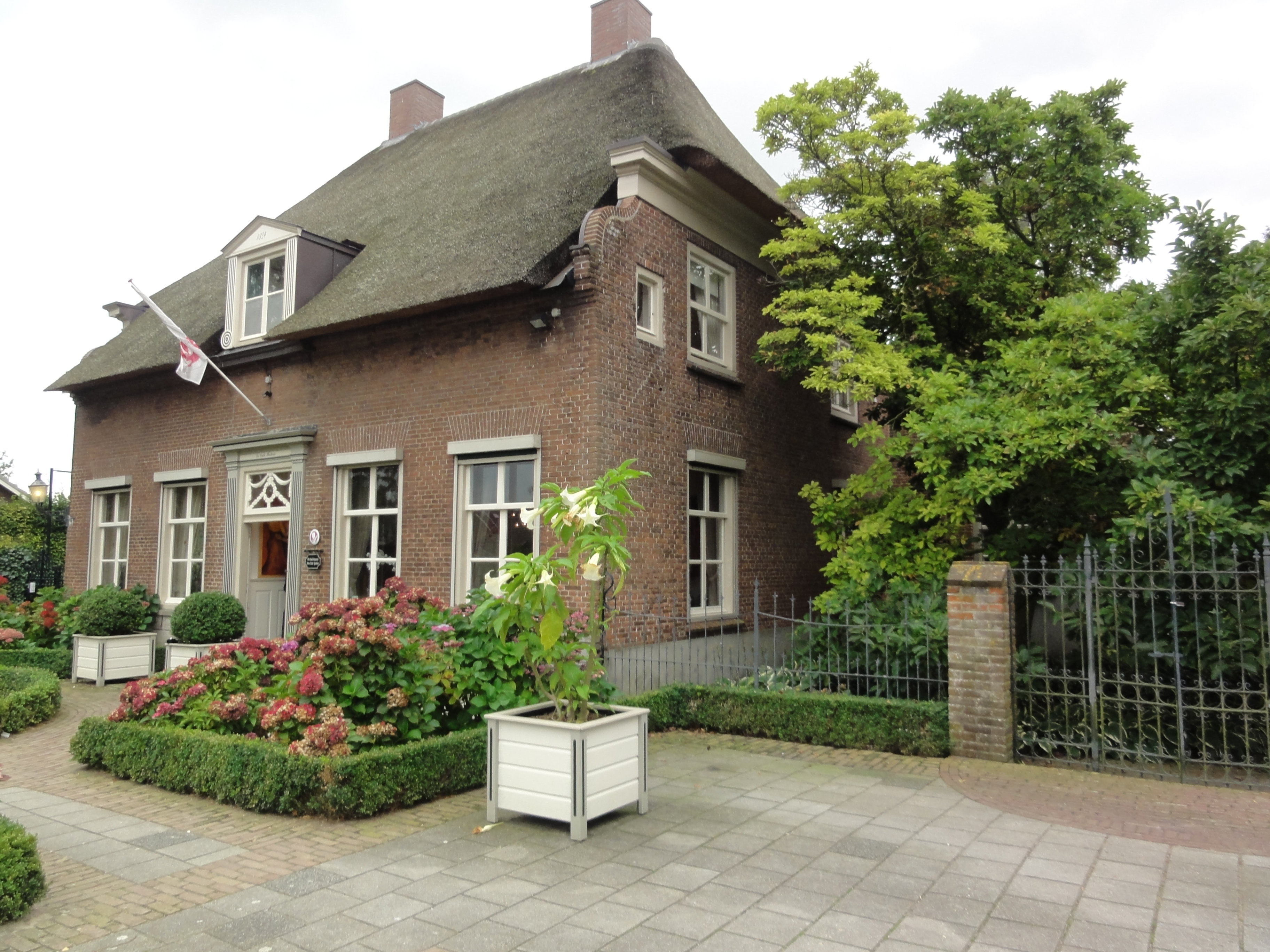
Будинок почту
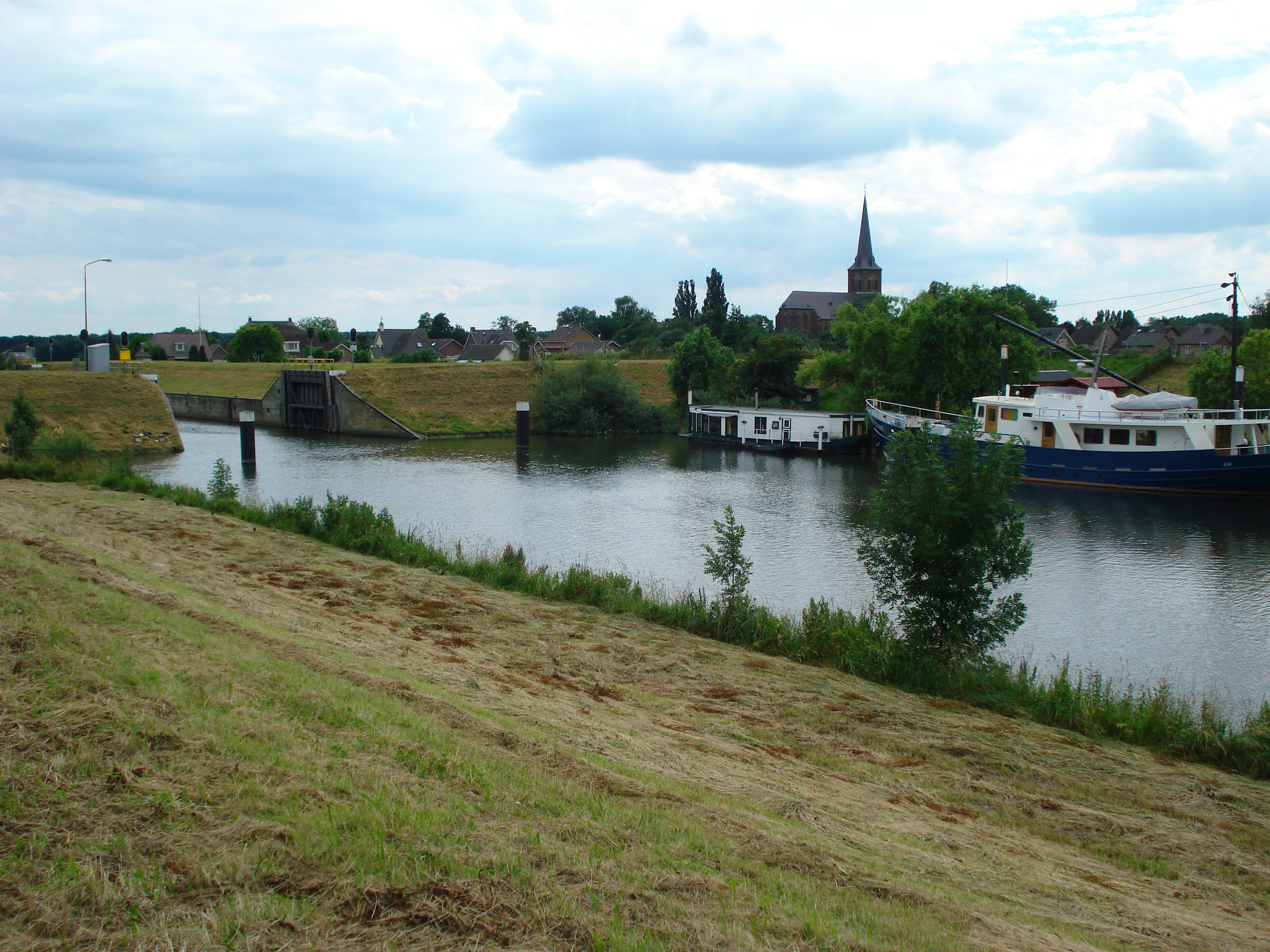
Сільська панорама
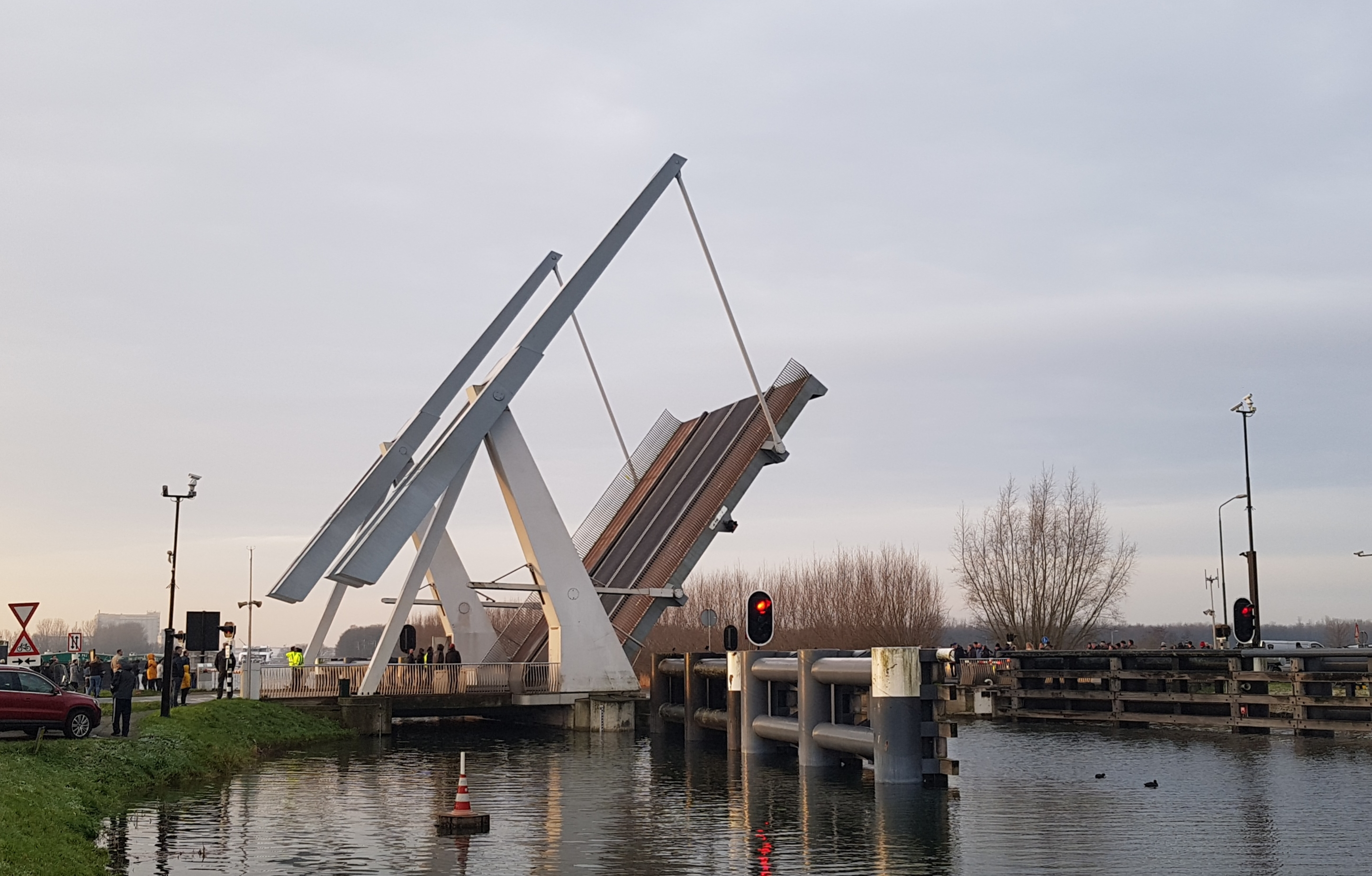
Міст у Махарені